# Joséphin Péladan
Joséphin Péladan (28. březen 1859, Lyon — 27. červen 1918, Neuilly-sur-Seine) byl francouzský dekadentní spisovatel, básník, kritik, okultista a velmistr řádu martinézistů, kde měl řádové jméno Sâr. Byl ovlivněn katolickým mysticismem a rosekruciánstvím. Péladanův Řád Katolické Růže a Kříže, do něhož v období 1891–1892 vstoupila řada významných umělců své doby (například mladý Erik Satie), byla již třetí odnož nově zakládaných rozekruciánských uměleckých skupin, o jejichž vůdcovství se Péladan dohadoval se svým literárním kolegou Stanislasem de Guaitou (Gaïta) a okultistou Gérardem Encaussem. Jejich nauka byla „rozkročená mezi vyhroceným sensualismem a rigorózní mystikou.“ Pokud však opravdu s řádem mystika nějak souvisela, projevovala se spíš než znalostí děl středověkých alchymistů bombastickými formulacemi jmen Nejvyššího a byla naskrz prostoupena wagneriánstvím – významnou roli hrály v Péladanových dílech mýty o Věčném návratu a o Svatém Grálu zprostředkované librety oper Richarda Wagnera.
Díky mecenáši sekty, malíři, hraběti La Rochefoucauld, mohl Péladan mezi lety 1892–1898 organizovat umělecký salón Růže a Kříže. Toho se kromě umělců, kteří šli již léta vlastní cestou k symbolismu (Puvis de Chavannes, Gustave Moreau) zúčastnili i mladší umělci druhé symbolistní vlny jako například ilustrátor Carlos Schwabe, básník Saint-Pol-Roux a malíři Ferdinand Hodler anebo Fernand Khnopff, stojící na pomezí symbolismu a dekadence. Salony byly mimořádně úspěšné (hovoří se o celkovém počtu 25 000 návštěvníků) a řád jejich organizováním poskytl platformu k prezentaci mladého umění.
Zároveň s ním deklarovali Péladanovi rozekruciáni reakci na umění realismu, v podstatě související s antipozitivistickou reakcí v literatuře a filosofii té doby. „Náměty rozekruciánských děl vylučují veškeré scény bitevní, patriotické, anekdotické, orientální, venkovské anebo sportovní. Na druhé straně Řád podporuje témata vázaná ke katolickému dogmatu, k interpretaci orientálních theogonií, k dekorativním alegoriím a vznešené nahotě.“

## Spisy

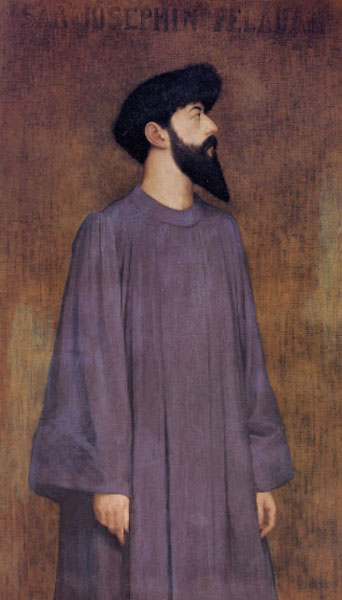
Portrét od Alexandre Séona z roku 1892.

- La Décadence latine (Latinská dekadence) – románový cyklus
  - Le Vice suprême (Nejvyšší neřest), román, 1884
  - Curieuse (Zvídavá), 1885
  - L'Initiation sentimentale (Citové zasvěcení), 1887
  - A Coeur perdu, 1888
  - Isthar (Ištar), 1888
  - La Victorie du mari, 1889
  - Coeur en peine, 1890
  - L'Androgyne, 1891
  - La Gynandre (Gynandra), 1891
  - Finis Latinorum (Konec Latinů), 1899
  - La Vertu suprême (Nejvyšší ctnost), 1900
- Comment on devient mage (Umění stát se mágem), 1891
- Babylone, drama, 1895
- Le Prince de Byzance (Byzantský princ), drama, 1896
- Œdipe et le Sphinx (Oidipus a Sfinga), drama, 1903
- Sémiramis, drama, 1904
- La Dernière Leçon de Léonard de Vinci (Poslední lekce Leonarda da Vinci), esej, 1904
- La Clé de Rabelais, 1905
- De Parsifal à don Quichotte (Od Parsifala k Donu Quijotovi), esej věnovaný Richardu Wagnerovi, 1906
- La Doctrine de Dante, 1908
- La philosophie de Léonard de Vinci d'après ses manuscrits, esej, 1910
- De l'Androgyne. Théorie plastique, esej, 1910
- Le Secret des troubadours (Tajemství trubadúrů), 1916
- Les Drames de la conscience (Dramata svědomí) 1906–1913 – románový cyklus, z něho například:
  - Les Amants de Pise (Milenci z Pisy) 1912
- La Torche renversée (Převrácená pochodeň) 1925

### České překlady
- Citové zasvěcení, román, překlad Leopold Pudlač, Praha, Symposion, Hugo Kosterka, 1903
- Srdce v očistci, překlad Arnošt Procházka, KDA, svazek 85–86, Praha, Kamilla Neumannová, 1912
- Filosofie rozkoše a jiné essaie, překlad František Linhart a Josef Šolc, Praha, František Adámek, 1913
- Umění státi se magem, překlad Emanuel Lešehrad, Praha, Alois Srdce, 1920
- Umění stát se mágem, překlad Miloš Maixner, Praha, Volvox Globator, 1997, ISBN 80-7207-064-9

### Citát
| „                    | V celé literatuře prostírá se ticho o šťastné lásce: nikdo neposvětil románem šťastné lásky dvou milenců. Je to možno? Bez pochyby. Leč nebude to nikterak estetickým. Toto štěstí působí zářným způsobem a jeho vyjádření přivodilo by neuvěřitelné obtíže. | “ |
| — Filosofie rozkoše. | |   |